# Đức tại Thế vận hội Mùa hè 2012
Đức tham dự thế vận hội Mùa hè 2012 tại Luân Đôn từ 27 tháng 7 đến 12 tháng 8 năm 2012.
Tính đến ngày 4 tháng 8 năm 2012, đội Đức đã có 19 huy chương, trong đó có 5 huy chương vàng, 9 huy chương bạc và 5 huy chương đồng.